# Halowe Mistrzostwa Europy w Lekkoatletyce 1988 – pchnięcie kulą kobiet
Pchnięcie kulą kobiet – jedna z konkurencji technicznych rozgrywanych podczas halowych lekkoatletycznych mistrzostw Europy w  hali Sport Csárnok w Budapeszcie. Rozegrano od razu finał 6 marca 1988. Zwyciężyła reprezentantka Republiki Federalnej Niemiec Claudia Losch. Tytułu zdobytego na poprzednich mistrzostwach nie broniła Natalja Achrimienko ze Związku Radzieckiego.

## Rezultaty

### Finał
Opracowano na podstawie materiału źródłowego.
| Miejsce | Zawodniczka                | Wynik |
| ------- | -------------------------- | ----- |
| 1       | Claudia Losch              | 20,39 |
| 2       | Łarisa Pieleszenko         | 20,23 |
| 3       | Kathrin Neimke             | 20,20 |
| 4       | Swetła Mitkowa             | 20,07 |
| 5       | Soňa Vašíčková             | 19,99 |
| 6       | Alena Vitoulová            | 18,41 |
| 7       | Viktória Szélinger-Horváth | 18,38 |
| 8       | Asta Hovi                  | 17,40 |
| 9       | Margarita Ramos            | 15,42 |